# Long Creek (Oregon)
Long Creek az Amerikai Egyesült Államok északnyugati részén, Oregon állam Grant megyéjében, a Kék-hegységnél helyezkedik el. A 2010. évi népszámláláskor 197 lakosa volt. A város területe 2,64 km², melynek 100%-a szárazföld.
A legnagyobb foglalkoztató a keleti oldalon található, a város minden részéről iskola. A településen két templom található: a Long Creek-i Közösségi Templom és egy adventista templom.

## Történet
Long Creek 1891-ben kapott városi rangot; névadója az 1862-es Canyon City-i aranyláz egyik alakja, John Long. A város életében nagy szerepet töltött be az állattenyésztés, valamint a Malheur Nemzeti Erdőben lévő fűrésztelep 1998-as, a kitermelést korlátozó szabályok következtében történő bezárásáig a faipar. Az 1900 és 1940 közötti időszakban a város népessége folyamatosan változott: tíz évente átlagosan 40–50 főnyi eltérés volt.

## Éghajlat
A térség nyarai melegek (de nem forróak) és szárazak. A Köppen-skála alapján a város éghajlata óceáni (Csb-vel jelölve). A legcsapadékosabb a március–május, a legszárazabb pedig a július–szeptember közötti időszak. A legmelegebb hónap július és augusztus, a leghidegebb pedig december.
| Hónap                         | Jan.  | Feb.  | Már.  | Ápr.  | Máj. | Jún. | Júl. | Aug. | Szep. | Okt.  | Nov.  | Dec.  | Év    |
| ----------------------------- | ----- | ----- | ----- | ----- | ---- | ---- | ---- | ---- | ----- | ----- | ----- | ----- | ----- |
| Rekord max. hőmérséklet (°C)  | 17,2  | 20,6  | 24,4  | 31,1  | 34,4 | 36,1 | 41,1 | 42,2 | 36,7  | 31,1  | 23,9  | 18,3  | 42,2  |
| Átlagos max. hőmérséklet (°C) | 5,0   | 7,2   | 10,6  | 14,4  | 18,3 | 23,3 | 28,9 | 28,9 | 23,9  | 16,7  | 8,9   | 4,4   | 15,9  |
| Átlaghőmérséklet (°C)         | 0,0   | 1,4   | 4,2   | 7,2   | 10,8 | 14,7 | 18,6 | 18,6 | 14,2  | 8,9   | 3,4   | −0,6  | 8,5   |
| Átlagos min. hőmérséklet (°C) | −5,0  | −4,4  | −2,2  | 0,0   | 3,3  | 6,1  | 8,3  | 8,3  | 4,4   | 1,1   | −2,2  | −5,6  | 1,0   |
| Rekord min. hőmérséklet (°C)  | −30,6 | −29,4 | −16,7 | −12,8 | −8,3 | −5,6 | −2,2 | −3,3 | −8,3  | −18,3 | −23,3 | −31,7 | −31,7 |
| Átl. csapadékmennyiség (mm)   | 40    | 38    | 46    | 48    | 55   | 41   | 21   | 21   | 17    | 36    | 50    | 45    | 458   |
| Forrás: The Weather Channel   |       |       |       |       |      |      |      |      |       |       |       |       |       |

## Népesség

### 2010
A 2010-es népszámláláskor a városnak 197 lakója, 84 háztartása és 52 családja volt. A népsűrűség 74,6 fő/km2. A lakóegységek száma 112, sűrűségük 42,4 db/km2. A lakosok 94,4%-a fehér,  1,5%-a indián,   0,5%-a egyéb, 3,6%-a pedig kettő vagy több etnikumú. A spanyol vagy latino származásúak aránya 5,6% (0,5% mexikói, 4,6% Puerto Ricó-i, 0,5% kubai, )
A háztartások 28,6%-ában élt 18 évnél fiatalabb. 52,4% házas, 6% egyedülálló nő, 3,6% egyedülálló férfi, 38,1% pedig nem család. 33,3% egyedül élt; 16,6%-uk 65 éves vagy idősebb. Egy háztartásban átlagosan 2,35 személy élt; a családok átlagmérete 2,98 fő.
A medián életkor 47,2 év volt. A város lakóinak 20,8%-a 18 évesnél fiatalabb, 10,3% 18 és 24 év közötti, 16,8%-uk 25 és 44 év közötti, 34%-uk 45 és 64 év közötti, 18,3%-uk pedig 65 éves vagy idősebb. A lakosok 48,2%-a férfi, 51,8%-a pedig nő.

### 2000
A 2000-es népszámláláskor  a városnak 228 lakója, 96 háztartása és 61 családja volt. A népsűrűség 86,4 fő/km2. A lakóegységek száma 115, sűrűségük 43,6 db/km2. A lakosok 96,05%-a fehér,  0,88%-a indián,    3,07%-a pedig kettő vagy több etnikumú. A spanyol vagy latino származásúak aránya 0,44% (0,44% mexikói,   )
A háztartások 31,3%-ában élt 18 évnél fiatalabb. 51,3% házas, 8,3% egyedülálló nő; 36,5% pedig nem család. 30,2% egyedül élt; 12,5%-uk 65 éves vagy idősebb. Egy háztartásban átlagosan 2,38 személy élt; a családok átlagmérete 2,93 fő.
A város lakóinak 27,2%-a 18 évesnél fiatalabb, 3,9% 18 és 24 év közötti, 28,5%-uk 25 és 44 év közötti, 24,1%-uk 45 és 64 év közötti, 16,2%-uk pedig 65 éves vagy idősebb. A medián életkor 39 év volt. Minden 100 nőre 96,6 férfi jut; a 18 évnél idősebb nőknél ez az arány 102,4.
A háztartások medián bevétele 31 250 amerikai dollár, ez az érték családoknál $33 393. A férfiak medián keresete $29 583, míg a nőké $16 875. A város egy főre jutó bevétele (PCI) $16 076. A családok 17,5%-a, a teljes népesség 17,2%-a élt létminimum alatt; a 18 év alattiaknál ez a szám 13,2%, a 65 évnél idősebbeknél pedig 20,5%.

## Fordítás
Ez a szócikk részben vagy egészben  a   Long Creek, Oregon című angol Wikipédia-szócikk ezen változatának fordításán alapul.  Az eredeti cikk szerkesztőit annak laptörténete sorolja fel. Ez a jelzés csupán a megfogalmazás eredetét és a szerzői jogokat jelzi, nem szolgál a cikkben szereplő információk forrásmegjelöléseként.